# Vértesszőlős
Vértesszőlős é um município da Hungria, situado no condado de Komárom-Esztergom. Tem 17,12 km² de área e sua população em 2015 foi estimada em 2.986 habitantes.